# Droga krajowa nr 9 (Polska)
Droga krajowa nr 9 (DK9) – droga krajowa klasy GP o długości 189 kilometrów. Trasa ta łączy Rondo Narodowych Sił Zbrojnych (zwane też Warszawskim) w Radomiu z węzłem Rzeszów Północ (A4, S19) w Rudnej Małej. Jest częścią międzynarodowej trasy E371. W Radomiu droga nr 9 ma wspólny odcinek z drogą krajową nr 12, a w Opatowie z drogą krajową nr 74.
Jest to jedyna polska droga krajowa o numerze jednocyfrowym, a jednocześnie jedyna trasa europejska w Polsce, dla której nie przewiduje się budowy drogi ekspresowej czy autostrady. Funkcje drogi ekspresowej na niektórych odcinkach pełnić będą trasy S19 i S74.

## Historia
Droga krajowa nr 9 swój niski numer zawdzięcza pochodzącej z 1946 roku koncepcji TAPP, tj. Transeuropejskiej Autostrady Północ-Południe, która w założeniu z 1946 roku miała przebiegać przez Polskę na trasie Gdańsk – Warszawa – Radom – Rzeszów – granica z Czechosłowacją. W późniejszych latach zdecydowano, że ideę TAPP realizować będzie dzisiejsza Autostrada A1, a jedyną pamiątką po pierwotnej koncepcji jest niski numer 9 przypisany do drogi Radom – Rzeszów.
W 2010 roku powstała niezrealizowana do dzisiejszego dnia koncepcja włączenia drogi nr 9 do sieci autostrad i dróg ekspresowych i nadania jej oznaczenia S9.

### Historia numeracji
Na przestrzeni lat trasa posiadała różne oznaczenia:

| Numer | Numer | Przebieg | Lata obowiązywania                         | Źródło | Uwagi |
| ----- | ----- | --- | ------------------------------------------ | --- | --- |
| 30    | 30    | Radom – Iłża – Ostrowiec Świętokrzyski – Opatów – Lipnik | 1962 – lata 70.                            | - Samochodowy atlas Polski 1:500 000. Wyd. IV. Warszawa: Państwowe Przedsiębiorstwo Wydawnictw Kartograficznych, 1965, s. 104, 107, 131-132. - Samochodowy atlas Polski 1:500 000. Wyd. V. Warszawa: Państwowe Przedsiębiorstwo Wydawnictw Kartograficznych, 1979, s. 105, 108, 133. ISBN 83-7000-017-7. - Samochodowy atlas Polski 1:500 000. Wyd. VI. Warszawa: Państwowe Przedsiębiorstwo Wydawnictw Kartograficznych, 1980, s. 105, 108, 133. - Samochodowy atlas Polski 1:500 000. Wyd. IX. Warszawa: Państwowe Przedsiębiorstwo Wydawnictw Kartograficznych, 1984, s. 105, 108, 133. | |
| ?     | ?     | Lipnik – Klimontów – Łoniów | 1962 – lata 70.                            | - Samochodowy atlas Polski 1:500 000. Wyd. IV. Warszawa: Państwowe Przedsiębiorstwo Wydawnictw Kartograficznych, 1965, s. 104, 107, 131-132. - Samochodowy atlas Polski 1:500 000. Wyd. V. Warszawa: Państwowe Przedsiębiorstwo Wydawnictw Kartograficznych, 1979, s. 105, 108, 133. ISBN 83-7000-017-7. - Samochodowy atlas Polski 1:500 000. Wyd. VI. Warszawa: Państwowe Przedsiębiorstwo Wydawnictw Kartograficznych, 1980, s. 105, 108, 133. - Samochodowy atlas Polski 1:500 000. Wyd. IX. Warszawa: Państwowe Przedsiębiorstwo Wydawnictw Kartograficznych, 1984, s. 105, 108, 133. | nieznane oznaczenie przed 1986 r.                                                                                              |
| 310   | 310   | Łoniów – Chodków – Nagnajów | lata 70. – 1986                            | - Samochodowy atlas Polski 1:500 000. Wyd. V. Warszawa: Państwowe Przedsiębiorstwo Wydawnictw Kartograficznych, 1979, s. 133-134. ISBN 83-7000-017-7. - Samochodowy atlas Polski 1:500 000. Wyd. VI. Warszawa: Państwowe Przedsiębiorstwo Wydawnictw Kartograficznych, 1980, s. 133-134. - Samochodowy atlas Polski 1:500 000. Wyd. IX. Warszawa: Państwowe Przedsiębiorstwo Wydawnictw Kartograficznych, 1984, s. 133-134. | |
| 9     | E371  | Radom – Iłża – Ostrowiec Świętokrzyski – Opatów – Lipnik – Klimontów – Łoniów – Nagnajów – Majdan Królewski – Kolbuszowa – Głogów Małopolski – Rzeszów – Babica – Lutcza – Domaradz – Miejsce Piastowe – Dukla – Barwinek – granica państwa | od 14 lutego 1986, z późniejszymi zmianami | - Uchwała nr 192 Rady Ministrów z dnia 2 grudnia 1985 r. w sprawie zaliczenia dróg do kategorii dróg krajowych (M.P. z 1986 r. nr 3, poz. 16) - Rozporządzenie Rady Ministrów z dnia 15 grudnia 1998 r. w sprawie ustalenia wykazu dróg krajowych i wojewódzkich (Dz.U. z 1998 r. nr 160, poz. 1071) - Mapa samochodowa Polski 1:700 000, wyd. 1, Szczecin: Wydawnictwo Kartograficzne KOMPAS, 1996–1997, ISBN 83-904373-2-5. Brak numerów stron w książce - Mapa samochodowa Polski 1:700 000, wyd. XXVII, Dom Wydawniczy PWN, 2016, ISBN 978-83-7705-942-5. Brak numerów stron w książce | w 2014 roku odcinek Rzeszów – Domaradz – Miejsce Piastowe – Barwinek – granica państwa został włączony do drogi krajowej nr 19 |

## Teraźniejszość
Na podstawie Zarządzenia nr 8 Generalnego Dyrektora Dróg Krajowych i Autostrad z dnia 12 lutego 2014 r., przebieg drogi krajowej nr 9 został skrócony do węzła autostradowego Rzeszów-Północ, przez co sama DK9 skróciła się o 103 km. Jednocześnie w tym samym rozporządzeniu przebieg drogi krajowej nr 19 został wydłużony do byłego przejścia granicznego ze Słowacją w Barwinku. Tak więc od Rzeszowa do granicy ze Słowacją, przebieg trasy europejskiej E371 pokrywa się z DK19, a nie jak do tej pory z DK9. Zarządzenie zostało wprowadzone z dniem jego ogłoszenia.

## Dopuszczalny nacisk na oś
Od 13 marca 2021 roku na drodze dozwolony jest ruch pojazdów o nacisku pojedynczej osi napędowej do 11,5 tony. Wcześniej na poszczególnych odcinkach drogi krajowej nr 9 obowiązywało ograniczenie do 10 ton:
| Lata obowiązywania | Odcinek |
| ------------------ | --- |
| 2005–2011          | Radom 12 – Iłża – Ostrowiec Świętokrzyski – Opatów – Lipnik – Klimontów – Łoniów – Nagnajów – Kolbuszowa – Głogów Małopolski – Rzeszów – Babica – Lutcza – Domaradz – Miejsce Piastowe – Dukla – Barwinek – granica państwa                                       |
| 2011–2012          | Radom 12 – Iłża – Ostrowiec Świętokrzyski – Opatów – Lipnik – Klimontów – Łoniów – Nagnajów – Kolbuszowa – Głogów Małopolski – Rzeszów 4 |
| 2012–2015          | Radom 7 – Iłża – Ostrowiec Świętokrzyski – Opatów – Lipnik – Klimontów – Łoniów – Nagnajów – Kolbuszowa – Głogów Małopolski – Rzeszów 4 |
| 2015–2017          | - Radom (7, ul. Warszawska) – Radom (12, ul. Bolesława Zwolińskiego) - Radom (12, al. Wojska Polskiego) – Iłża – Ostrowiec Świętokrzyski – Opatów – Lipnik – Klimontów – Łoniów – Nagnajów – Kolbuszowa – Głogów Małopolski – Rzeszów (4, węzeł „Rzeszów Północ”) |
| 2017–2021          | Radom (7, ul. Warszawska) – Radom (12, ul. Bolesława Zwolińskiego) |

## Ważniejsze miejscowości leżące przy drodze krajowej nr 9
- Radom (DK12) – tzw. obwodnica rzeszowska
- Skaryszew – obwodnica planowana w ramach programu budowy 100 obwodnic
- Iłża – obwodnica[14]
- Rudnik (DK42)
- Kunów – obwodnica
- Ostrowiec Świętokrzyski – mała (wewnętrzna) obwodnica, duża (zewnętrzna) – planowana[15][16]
- Opatów (DK74) – obwodnica w budowie w ramach S74
- Lipnik (DK77)
- Klimontów
- Łoniów (DK79)
- Tarnobrzeg – obwodnica
- Nowa Dęba – obwodnica planowana w ramach programu budowy 100 obwodnic
- Majdan Królewski
- Cmolas
- Kolbuszowa – obwodnica planowana w ramach programu budowy 100 obwodnic
- Głogów Małopolski – obwodnica
- Rudna Mała (A4, S19)